# Casino Boogie
«Casino Boogie» es una canción de la banda británica de rock The Rolling Stones, de su álbum de 1972, Exile on Main St.

## Historia
Escrita por Mick Jagger y Keith Richards, la canción tiene un ritmo de blues directo que produce la sensación de ser un "boogie". Los coros prominentes de Richards y el solo de saxofón de Bobby Keys son otras características de la pista.
Luchando por escribir la letra de la canción, Jagger escribió frases pequeñas y aleatorias en trozos de papel desgarrados. Estos fueron mezclados y luego elegidos uno por uno por los miembros de la banda. El orden de las letras en el disco es el mismo orden en que fueron escogidos. La canción fue compuesta en la afinación open G (sol abierta) con el capo en el segundo traste para ponerla en A (La). Tiene el riff de apertura definitivo que la canción nunca vuelve a visitar. Después del último verso, el instrumental de cierre presenta un largo solo de guitarra de Mick Taylor hasta el Fundido final.
«Casino Boogie» fue grabada entre los meses de julio, octubre-noviembre de 1971; en Villa Nellcôte, casa de Richards en el sur de Francia con el Estudio móvil de The Rolling Stones; y finalizada entre enero-marzo de 1972, en los estudios Sunset Sound de Los Ángeles, California, Estados Unidos.
«Casino Boogie»  no se ha lanzado como sencillo, nunca ha sido tocada en vivo y no ha sido incluida en ningún álbum recopilatorio de los Stones. Es también un ejemplo notable de la influencia dominante de Richards en la dirección musical de la banda durante las sesiones de Exile on Main St.

## Personal
Acreditados:
- Mick Jagger: voz.
- Keith Richards: guitarra eléctrica, bajo, coros.
- Charlie Watts: batería.
- Mick Taylor: guitarra eléctrica.
- Nicky Hopkins: piano.
- Bobby Keys: saxofón.